# Jaylee Hodgson
Jaylee Hodgson (* 5. Juni 1980 in Nottingham) ist ein englisch-montserratischer Fußballspieler. Er ist vor allem bekannt durch seine Einsätze in der Fußballnationalmannschaft von Montserrat, dessen Rekordtorschütze er momentan ist.

## Karriere

### Verein
Hodgson spielte für Heanor Town und wechselte im September 2010 zu Long Eaton United. Nach insgesamt elf Spielen wechselte er im Oktober desselben Jahres zu Loughborough Dynamo und spielte zeitgleich für den Clumber FC. Im Januar 2011 erzielte er einen sogenannten Blitzhattrick innerhalb von 19 Minuten für Clumber bei einem Spiel gegen Plough Barfly, das Spiel gewann Clumber mit 7:1. In 25 Spielen für Clumber erzielte Hodgson 42 Tore und sieben Tore in 15 Einsätzen für Loughborough.
Zu Anfang der Saison 2011/12 spielte Hodgson kurz für Boston United und wechselte dann zu Hinckley United im August des Jahres 2011. Anschließend wechselte weitere Mal den Verein innerhalb Englands Amateurligen, derzeit spielt er für den australischen Verein Williamstown SC.

### Nationalmannschaft
Obwohl in England geboren, war Hodgson aufgrund seiner Herkunft (seine Großeltern sind Montserrater) berechtigt, für die Fußballnationalmannschaft von Montserrat zu spielen, in welche er 2011 erstmals berufen wurde und für die er sich entschied. Hodgson sagte 2014 bei der englischen Internetseite fourfourtwo.com, dass er aufgrund seines Vaters, der in der Royal Air Force Gibraltar stationiert gewesen war, auch berechtigt gewesen wäre, für Gibraltar zu spielen. Da Gibraltar zu diesem Zeitpunkt aber weder UEFA- noch FIFA-Mitglied war, entschied er sich letztendlich für Montserrat.
Er gab sein Debüt am 15. Juni 2011 bei einem Qualifikationsspiel zur WM 2014 gegen Belize, welches Montserrat mit 2:5 verlor. Montserrats Tore erzielte beide Hodgson. Sein drittes Tor erzielte er bei einer 1:3-Auswärtsniederlage gegen Honduras. Mit bisher vier erzielten Toren ist Hodgson Rekordtorschütze von Montserrat, zählt man die Freundschaftsspiele mit, die nicht von der FIFA anerkannt werden, hat Hodgson bereits acht Tore für Montserrat erzielt.